# 太田守信
太田 守信（おおた もりのぶ、1982年4月22日 - ）は、日本の男性俳優、脚本家、演出家、イラストレーター。劇団エムキチビート所属。黒薔薇少女地獄主宰。アンドリーム（&REAM）所属。

## 経歴・人物
立教大学文学部ドイツ文学科卒業。脚本家としてはJCM所属、俳優としては劇団エムキチビート所属。
2006年、『F・F』@江古田ストアハウスで旗揚げしたプロデュースユニット黒薔薇少女地獄の主宰。

## 脚本・演出作品
- 2009年 2月13日～ 2月15日　エムキチビート  イベントact『L・I・V・E』vol.2『バレンタインディ・チョコレィト・トレイン」作(神演出楽坂セッションハウス)
- 2009年 8月28日～ 8月30日　エムキチビート　イベントact『L・I・V・E』vol.3『変・速・機！』脚本演出(参宮橋TRANCE MISSION)
- 2011年11月22日～12月 4日　エムキチビート2×2Act2『ハコブネ』脚本（恵比寿駅前バー）
- 2015年11月24日～11月29日　黒薔薇少女地獄『緋色、凍レル刻ノ世界、永遠』作・演出（SPACE雑遊）
- 2017年 7月22日～ 7月23日　OverRun～Reading&Live～vol.1『Glass Eye's』（APIA40）
- 2017年 9月23日～10月 1日　黒薔薇少女地獄 第五回公演『亡国ニ祈ル天ハ、アラセラレルカ』作・演出（SPACE雑遊）
- 2018年 1月30日～ 2月12日　若宮亮プロデュース×黒薔薇少女地獄『Gothic & Lolitafantasia』作・演出（四ッ谷フラワースタジオ）
- 2018年 5月17日～ 5月30日　若宮亮プロデュース＋黒薔薇少女地獄「堕天使は薄い本を閉じて」作・演出（三栄町LIVE STAGE（旧四ツ谷フラワースタジオ）
- 2018年 8月22日～ 8月26日　全労済ホール／スペース・ゼロ提携公演 クロジ第17回公演「いと恋めやも」 原案（スペース・ゼロ）
- 2018年 9月 8日～ 9月17日　若宮亮プロデュース＋黒薔薇少女地獄「私はここにいる」作・演出（三栄町LIVE STAGE）
- 2019年 1月23日～ 1月27日　Yプロジェクト×Zero Project×E-Stage Topia提携公演『カルパノーラマ』脚本　(渋谷伝承ホール)
- 2019年 1月30日～ 2月13日　黒薔薇少女地獄「緋色、凍レル刻ノ世界、永遠」作・演出（中野ザ・ポケット）
- 2019年 5月 2日～ 5月 6日　Bixbite Create『堕天使は薄い本を閉じて』作・演出（テアトルBONBON）
- 2019年 5月21日～ 6月 2日　三栄町LIVE＋黒薔薇少女地獄『Gothic＆Lolita Fantasia3』作・演出（三栄町LIVE STAGE）
- 2019年 8月 7日～ 8月18日　三栄町LIVE＋黒薔薇少女地獄『美シヒ國ハ、文化ノ明日ヲ蝕ムカ否カ』作・演出（三栄町LIVE STAGE）
- 2019年 8月20日～ 8月25日　三栄町LIVE「女子社員演劇倶楽部～来るなサンSyain～」演出（三栄町LIVE STAGE）
- 2019年11月26日～12月8日三栄町LIVE「堕天使は薄い本を閉じて～恋の房総半島編～」作・演出（三栄町LIVE STAGE）
- 2019年12月21日～29日三栄町LIVE「四谷一武道会」作・演出（三栄町LIVE STAGE）
- 2020年2月27日～3月8日三栄町LIVE「Gothic&LolitaFantasia」作・演出（三栄町LIVE STAGE）
- 2020年6月8日～21日三栄町LIVE「死と乙女～とあるアイドルの葛藤詰将棋編～」作・演出（三栄町LIVE STAGE）
- 2020年7月29日～8月3日E-Stage Topia プロデュース公演『hood』作・演出(上野ストアハウス)
- 2020年10月7日～20日三栄町LIVE「堕天使は薄い本を閉じて～乗り越えろ、神奈川ぬ恋心編～」作・演出（三栄町LIVE STAGE）
- 2020年12月10日～23日ユーキース・エンタテインメント「私はここにいる」作・演出(STUDIOユーキース)
- 2021年3月11日～23日三栄町LIVE「将棋図巧・煙詰～そして誰もいなくなった～」作・演出（三栄町LIVE STAGE）
- 2021年4月29日～5月9日E-Stage Topiaプロデュース公演「堕天使は薄い本を閉じて2020復活公演」作・演出(上野ストアハウス)
- 2021年5月27日～6月13日三栄町LIVE「Gothic&LolitaFantasia」作・演出（三栄町LIVE STAGE）
- 2021年10月19日～31日三栄町LIVE「魔法少女・最後の審判　～詰将棋・刻ノ輪カラノ脱出編～」作・演出（三栄町LIVE STAGE）
- 2021年12月15日～12月26日三栄町LIVE「STAND BY ME」作・演出・出演（三栄町LIVE STAGE）
- 2022年3月9日～3月13日 E-Stage Topiaプロデュース公演『亡国ニ祈ル天ハ、アラセラレルカ』作・演出(中野 ザ・ポケット)
- 2022年3月29日〜4月18日三栄町LIVE×くろばらしょうじょじごくvol.7 『堕天使は薄い本を閉じて～アナタが、大すすきのだから編～』-延期公演-作・演出（三栄町LIVE STAGE）
- 2022年5月25日〜6月7日三栄町LIVE×くろばら少女地獄vol.8 『Gothic&Lolita Fantasia』東京公演作・演出(三栄町LIVE STAGE)
- 2022年6月15日〜19日三栄町LIVE×くろばら少女地獄vol.8 『Gothic&Lolita Fantasia』札幌公演作・演出(演劇専用小劇場BLOCH)
- 2022年11月1日～13日「堕天使は薄い本を閉じて～君のなにわ。編～」東京公演作・演出(三栄町LIVE STAGE)
- 2022年11月16日～20日「堕天使は薄い本を閉じて～君のなにわ。編～」大阪公演作・演出(in→dependent theatre 1st)
- 2023年4月7日～16日「将棋図巧・煙詰 -そして誰もいなくなった-」（上野ストアハウス）[1]
- 2024年4月10日～14日「将棋無双・第30番 ～神局のヴァンパイア～」（上野ストアハウス）[2]
- 2025年4月23日～27日「PHANTOM of the SHOGIKAIKAN」（上野ストアハウス）[3]

## 出演作品
- 2007年 3月30日～ 4月 3日　エムキチビート第四廻公演『昇鳴蛇-cryme:snake』（阿佐ヶ谷アルシェ）
- 2007年11月29日～12月 3日　エムキチビート第五廻公演『夜光星ディスコルーム』（参宮橋TRANCEMISSION）
- 2008年 5月29日～ 6月 2日　エムキチビート第六廻公演『LAPUTA FALL-ラピュータフォール』（大塚萬劇場）
- 2009年 2月13日～ 2月15日　エムキチビート　イベントact『L・I・V・E』vol.2『摂氏、ON！』(神楽坂セッションハウス)
- 2009年 6月25日～ 6月28日　エムキチビート第七廻公演『昇鳴蛇-Cryme:Snake』（池袋シアターグリーンBIGTREETHEATER）
- 2009年 8月28日～ 8月30日　エムキチビート　イベントact『L・I・V・E』vol.3『変・速・機！」(参宮橋TRANCE MISSION)
- 2009年10月17日～10月18日　エムキチビート一人芝居企画Fight Alone　(渋谷ギャラリールデコ)
- 2009年12月10日～12月14日　エムキチビート第八回公演『エレクトリック：サーカス∴デイズ』（大塚萬劇場）
- 2010年 3月17日～ 3月21日　エムキチビート一人芝居企画Fight Alone2nd　(渋谷ギャラリールデコ）
- 2010年 7月 6日～ 7月11日　エムキチビート2×2Act『90%VIRGIN／終末の天気』（渋谷ギャラリールデコ）
- 2010年12月 8日～12月12日　エムキチビート第九廻公演『ワールズエンドフライバイユー』（新宿シアターサンモール）
- 2011年11月22日～12月 4日　エムキチビート2×2Act2『さかいめ／ハコブネ』（恵比寿駅前バー）
- 2012年 4月18日～ 4月22日　エムキチビート第十廻公演『I was Light』（新宿シアターサンモール）
- 2013年 2月28日～ 3月 6日　エムキチビート第十一廻公演「夜行星ディスコルーム」(池袋シアターグリーン BOX in BOX THEATER)
- 2013年 6月 6日～ 6月30日　エムキチビート一人芝居企画Fight Alone3rd　(エビス駅前バー)
- 2014年 1月 7日～ 1月12日　エムキチビート第十二廻公演「黎明浪漫譚-れいめいロマンティック-」（吉祥寺シアター）
- 2014年 6月 5日～ 6月30日　エムキチビート一人芝居企画Fight Alone4th　(エビス駅前バー)
- 2014年11月12日～11月16日　エムキチビート音劇「朱と煤-aka to kuro-」(吉祥寺シアター)
- 2015年 6月 5日～ 6月30日　エムキチビート一人芝居企画Fight Alone5th　(エビス駅前バー)
- 2017年 8月 3日～ 8月 7日　エムキチビート第十四廻公演『アイワズライト』ミドリガオカ・エンジ役(紀伊国屋サザンシアター)
- 2017年 1月18日～ 1月22日　エムキチビート第十五廻公演『赫い月』(座・高円寺1）
- 2018年12月 1日～12月 9日　エムキチビート音劇vol.2『世界の終わりに君を乞う。』杜若さん役他(銀座博品館劇場)
- 2019年 5月21日～ 6月 2日　三栄町LIVE＋黒薔薇少女地獄『Gothic＆Lolita Fantasia3』先生役（三栄町LIVE STAGE）
- 2020年 7月 4日～ 7月 9日三栄町 LIVE×E-Stage Topia 提携公演 『MECHABETH』(渋谷伝承ホール)
- 2022年11月23日～27日エムキチビート「追想・エムキチビート」ハコブネ(エビスSTARバー)

## その他
- 2016年度NHKラジオ『基礎英語2』 テキスト執筆協力
- 小説『セカイの千怪奇』（岩崎書店）
- 漫画(原作)『ブルペンキャッチャー真壁満人』（ホーム社）